# Oude Vaart (Hulst)
De Oude Vaart is een voormalige waterweg die van het landgoed Groot Eiland in oostelijke richting naar de vestinggracht van Hulst loopt en ongeveer 3 km lang is.
Het was de toegang tot de haven van Hulst via het Hellegat. In 1789 kwam er een dam bij Luntershoek, met een scheepvaartsluis die de Hulsterse Sassing werd genoemd. De vaarweg verzandde echter. Men heeft nog een kanaal gegraven om Hulst te bereiken via het Kanaal Gent-Terneuzen. Dit staat bekend als Zijkanaal naar Hulst en het stond in verbinding met de Oude Vaart. In 1830 brak de Belgische Opstand uit en werd het kanaal gebruikt als een verdedigingslinie. Daarna werd het nooit meer voltooid, en in 1845 werd ook het Hellegat afgedamd.
De Oude Vaart, hoewel nog bestaand, heeft sindsdien geen scheepvaartfunctie meer.